# Slaget ved Olivento
Slaget ved Olivento (også kendt som Slaget ved Venosa) blev udkæmpet 17. marts 1041 i Syditalien, mellem en kejserlig byzantinsk hær og en koalition bestående af lombardiske oprørere og normanniske riddere. Der var gået 23 år, siden normannerne havde kæmpet mod byzantinerne i slaget ved Cannae (1018), og på trods af, at normannerne igen var i undertal, vandt de en klar sejr.

## Forhistorien

### Lombarderne og det byzantinske kejserrige
Langobarderne (lombarderne) kom til Syditalien i det 6. århundrede som en del af den folkevandring, der gjorde det muligt for dem at erobre det meste af det nuværende Italien. I det 8. århundrede kom frankerne til Italien og underlagde sig hele det lombardiske kongedømme i Norditalien, men i Syditalien overlevede fyrstedømmerne Spoleto, Benevento, Salerno og Capua, og i de følgende århundreder kæmpede de videre mod araberne, der hærgede med udgangspunkt på Sicilien, og byzantinerne, der indledte en generobring af deres gamle besiddelser i området.
De lombardere, der på den måde kom under byzantinsk styre, gjorde jævnligt oprør, og de havde brug for professionelle soldater. Det var i den situation, de kontaktede normannerne.

### Normannerne i Syditalien
De første normanniske riddere i Syditalien, var pilgrimme, der enten tog den lange rejse til det hellige land eller den noget kortere tur til Ærkeenglen Michaels kloster på Gargano-halvøen i Apulien. Ridderne var kendt for deres tapperhed og kampduelighed, og i 1016 blev en gruppe af dem opsøgt af Melus af Bari, som med løfter om rigdom og ære opfordrede dem til at komme til Italien i større tal. Lombarderen Melus havde planer om et oprør mod det byzantinske styre i Apulien, og da en større gruppe normanner ankom i 1017, gik oprøret i gang. Det blev imidlertid slået afgørende ned i slaget ved Cannae i 1018, og kun få normanner overlevede. De følgende år kom der imidlertid flere riddere, og efter nogle svære år som lejetropper for skiftende herrer fik de bidt sig fast. Rainulf Drengot blev greve af Aversa i 1030. Da lombarderen indledte et nyt oprør i 1040, var normannerne parate igen. Den lombardiske statholder i den byzantinske by Melfi, Ardouin, sluttede sig snart efter til oprørerne og i 1041 gik han i gang med at hyre normanniske riddere. De fleste af normannerne var i tjeneste hos fyrst Guaimar af Salerno, og han gik med til at fritstille dem. Ardouin kendte normannerne fra deres fælles tid som lejesoldater for byzantinerne, og han fik hurtigt hvervet omkring 300 riddere. Aftalen var, at udbyttet af oprøret skulle deles mellem lombarderne og 12 normanniske ledere, her iblandt Vilhelm Jernarm og hans bror Drogo af Hauteville.

## Optakten til slaget
Da oprøret brød ud, samlede den byzantinske catapan (guvernør/vicekonge) Niceforo Dukeianos en hær, der blandt andet bestod af elitetropper fra Varægergarden og fra Thrakien. Hæren drog op i det Apuliske højland, hvor oprørsstyrken var samlet ved Olivento-floden nær Venosa i det nuværende Basilicata. Den 16. marts, dagen før slaget, var der forhandlinger. Byzantinerne sendte en forhandler til den normanniske lejr, og han gav dem valget mellem at drage tilbage til de lombardiske områder i fred, eller at blive og kæmpe mod overmagten. Det normanniske svar illustrerede tydeligt deres forståelse for psykologisk krigsførelse. Den normanniske ridder (Hugh Touboeuf), der holdt forhandlerens hest, knyttede næven og gav den et slag for panden, så den faldt død om. Med den besked, plus en indædt mundtlig afvisning (og en ny hest) vendte forhandleren tilbage til den byzantinske hær.

## Slaget
Byzantinerne tog opstilling med kavaleriet i front i tre geledder. Normannerne måtte nøjes med et enkelt geled, med kavaleriet i midten og fodfolket på fløjene. Byzantinerne angreb først med deres kavaleri, og med det samme ændrede normannerne deres opstilling til kileformation og gik til modangreb. Den normanniske rytterkile bestod af 20 mand i forreste række, og rækkerne blev så bredere, indtil der var 64 mand i sidste geled. Byzantinernes angreb brød sammen, og deres hær gik i opløsning, hvorefter en stor del af tropperne blev hugget ned, mens resten flygtede, herunder catapanen.

## Efter slaget
Normannerne drog til Melfi og besatte byen, men catapanen udrustede straks en ny hær, og i maj udkæmpedes slaget ved Montemaggiore. Vilhelm Jernarm var blevet valgt som leder af den normanniske del af hæren, og i spidsen for ridderne sikrede han oprørerne, der igen var i undertal, en knusende sejr. Så udnævnte den byzantinske kejser en ny catapan, Boioannes, søn af den Boioannes, der havde slået normannerne ved Cannae. I september 1041 kæmpede hans hær mod oprørerne ved Montepeloso (det nuværende Irsina), og igen blev slaget afgjort af de normanniske riddere under Vilhelms ledelse. Boioannes blev taget til fange og byzantinerne måtte betale en løsesum for at få ham frigivet.
I sommeren 1041 var Ardouin forsvundet ud af billedet, og ved Montepeloso blev oprørshæren ledet af Atenulf, der tilhørte den lombardiske fyrstefamilie i Benevento. Atenulfs lederskab holdt ikke. Han stak løsesummen for Boioannes i sin egen lomme, og blev derfor smidt ud af hæren og afløst af Argyrus, der havde startet oprøret. Byzantinerne vovede ikke længere at møde normannerne på slagmarken og gik i stedet i gang med et politisk spil. Argyrus blev bestukket til at skifte side, han blev den nye catapan, og oprøret (og dermed normannernes levebrød) truede med at bryde sammen. I den situation mødtes de normanniske ledere i Matera i efteråret 1042. De valgte at føre oprøret videre – nu som et rent normannisk erobringsprojekt – og som deres leder valgte de Vilhelm Jernarm. De udnævnte ham til greve af Apulien, en noget prætentiøs titel i betragtning af, at de kun regerede over en lille del af landet. I foråret 1043 mødtes de 12 normanniske ledere i Melfi, der var den vigtigste by i det normanniske Apulien, og delte Apulien mellem sig. Der var nogle få reelle grevskaber, og ellers et antal grevskaber og baronier, de selv måtte ud at erobre, altså "på forventet efterbevilling". Den typiske fremgangsmåde var at bygge en borg i det område, man ønskede at kontrollere, og det var dermed normannerne, der indførte borgbygning som en integreret del af styreformen i Syditalien.
Slaget ved Olivento var normannernes første sejr over byzantinerne, og det blev indledningen til normannernes erobring af den byzantinske del af Syditalien, der strakte sig over en periode på 30 år, til det sidste støttepunkt, Bari, overgav sig i 1071.